# 754年のモサラベ年代記
『754年の年代記』（英: Chronicle of 754）または『モサラベ年代記』、もしくは『コンティヌアティオ・ヒスパーナ』（Continuatio Hispana）は、95章からなるラテン語の歴史書であり、アラブ支配下のスペインの一地方で754年に編纂された。年代記はラテン語における"Europeans"（europenses）のもっとも早期の事例であり、732年にトゥール・ポワティエ間の戦いでサラセン人を破った戦いを記している。

## 著者
編纂者は、無名のモサラベ（キリスト教徒）の年代記録者で、イベリア半島の一部を支配下においていたアラブ社会に生きていた。16世紀以来、それは他の無名の僧侶イシドルス・パケンシス（Isidorus Pacensis）の作に帰せられていたが、この説は、現在では史料混同の結果であるという説が広く受け入れられている。Henry Waceは "Isidorus Pacensis"の幻の歴史書か、あるいは、パックス・ユリア（現ポルトガルのベージャ）の、まだ存在が証明されていない僧侶の年代録に起源があるのではないかと説明している。
年代記が書かれた場所については、他にも見解の相違がある。Tailhanは年代記の起源としてコルドバの名を挙げている。モムゼンは最初にトレドを指摘した。最近のLopez Pereiraの研究では、どちらの都市も否定され、南東スペインの現在特定不能な小さな町であるとの見解に賛同している。

## 著述内容
754年の年代記は、610年から754年まで記されている。その間、正確を期すために僅かな同時代史料を用い、西ゴート後の歴史と南フランス及びヒスパニアにおけるウマイヤ朝の征服に関する最良の史料のひとつだと考えられている。ロジャー・コリンズのスペインにおけるアラブの征服（The Arab Conquest of Spain, 711-797） (Blackwell, 1989)の基礎史料となり、この史料を徹底的に利用した最初の現代歴史家とされた。この年代記はトゥール・ポワティエ間の戦いの最も詳細な部分を含んでいる。
年代記は早期の歴史の継続である。それは写本として残されてきた。もっとも早いもので9世紀に遡り、大英図書館とマドリードの王立歴史アカデミアに収蔵されている。その他の写本は13世紀と14世紀のものである。 
年代記は、全編がパンプローナで最初に出版され、MigneのPatr. Lat.(vol. 96, p. 1253 sqq)に採録され、現代において重要とされる版はJosé Eduardo Lopez Pereiraによってスペイン語へと翻訳された。英語訳はKenneth Baxter WolfによってConquerors and Chroniclers of Early Medieval Spain (Liverpool, 1990)に収められた。邦訳は、安達かおり著『イスラム・スペインとモサラベ』（1997年）に収録されている。